# Xerus erythropus
Xerus erythropus là một loài động vật có vú trong họ Sóc, bộ Gặm nhấm. Loài này được E. Geoffroy mô tả năm 1803. Chúng được tìm thấy ở Châu Phi.

## Phân loài
Loài này có 6 phân loài được công nhận:
- Xerus erythropus erythropus
- Xerus erythropus chadensis
- Xerus erythropus lacustris
- Xerus erythropus leucoumbrinus
- Xerus erythropus limitaneus
- Xerus erythropus microdon

## Hình ảnh

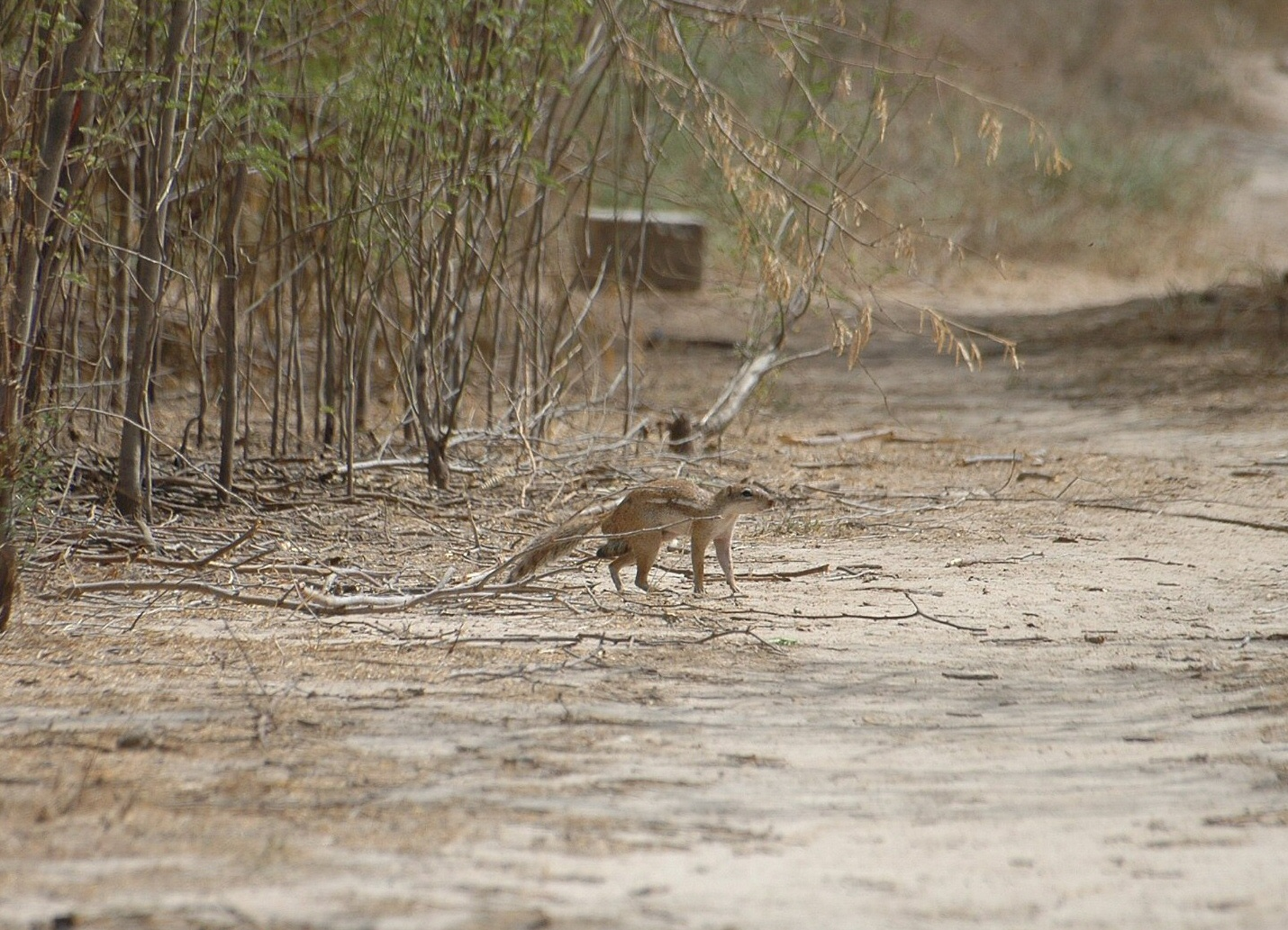